# San Antonio de Palé
Santo Antônio da Praia é a capital e maior vila da ilha de Ano-Bom, território insular da Guiné Equatorial, antigamente posse do Império espanhol na África. A cidade localiza-se ao norte da ilha e sua economia gira em torno da pesca e dos produtos produzidos na própria ilha.
Santo Antônio da Praia é também conhecida como Palé, Palea, San Antonio, Ambô, Annobon, San Antonio de Palé.
Possui 5 314 habitantes (censo de 2015), dos quais a maioria fala um dialeto próprio da ilha. Se localiza no extremo norte da ilha, que é a região mais plana e também mais seca desta. Nela há um aeródromo, um centro médico, uma escola, um farol, uma estação de rádio e uma Igreja Católica.
Fundada por exploradores portugueses, passou para o controle espanhol em 1778, assim como todo o resto da ilha de Ano Bom. Em 1801 os ingleses levantaram lá um pequeno forte, e, mais tarde, em 1827, a área ao redor de San Antonio se tornou uma base britânica para comércio de escravos. A cidade também foi um centro de evangelização de escravos fugitivos de Angola. Missionários capuchinhos e carmelitas foram os fundadores da cidade, em 1580. 